# La Düsseldorf
La Düsseldorf is een Duitse rockband, die in 1975 uit de groep Neu! ontstaan is. Leden van de band waren naast de voormalige drummer van Kraftwerk
Klaus Dinger (zang, gitaar en toetsen) de musici Thomas Dinger (zang en percussie) en Hans Lampe (percussie en elektronica). 
Het karakteristieke aan het geluid van de band zijn lange instrumentale partijen,  die afgewisseld worden met soundcollages en hier en daar wat gezongen tekst in het Duits, Engels of soms ook in het Frans. 
De in onderstaande discografie opgenomen platen van La Düsseldorf werden na jarenlange juridische touwtrekkerij tussen de bandleden enerzijds en de platenfirma's anderzijds in september 2005 opnieuw uitgebracht.

## Discografie
- 1976 - La Düsseldorf
- 1978 - Viva
- 1980 - Individuellos